# 清末四大奇案
清末四大奇案，為四個著名案件，以楊乃武與小白菜案（1873年－1877年）、張汶祥刺馬案（1870年）、名伶楊月樓案（1873年）、太原奇案（1840年）最為轟動，案情曲折離奇，歷久不衰，近世皆有劇本電影演出，合稱為“清末四大奇案”。

## 簡介
清朝末年，道光帝至兩宮太后垂簾聽政年間，因吏治不修、官官相護，曾發生大量冤案，清末佚名笔记《十叶野闻》云，“人所共知”“四大奇案”为：“逆僕包祥弑主李毓昌”（淮安奇案）、“木工妇杀夫”、“涿州冤狱”和“杨乃武案”。但四大奇案除了杨乃武案牵涉面广，其余情事仍属于平平，随着时光流逝，很快就在人们的记忆中烟消云散。
也有一说认为，发生在清末同治年间的通州直隶州如皋的通州奇案原属于清末四大奇案之一。只是1985年周楞伽在将清末四大奇案编著成书时，鉴于通州奇案内容秽亵残忍，不宜过分渲染，另记述了发生在道光年间的太原奇案取而代之。
另外也有說法包含淮安奇案。